# Channa argus argus
Channa argus argus és una subespècie de peix de la família dels cànnids i de l'ordre dels perciformes.

## Descripció
- Fa 100 cm de llargària màxima i 8 kg de pes.[8]
- Cap espina a les aletes dorsal i anal.
- 49-54 radis a l'aleta dorsal i 32-38 a l'anal.[9]

## Reproducció
Assoleix la maduresa sexual als 2 anys i 30 cm de llargada, fresa des del juny fins al juliol i els ous són pelàgics.

## Hàbitat i distribució geogràfica
És un peix d'aigua dolça, bentopelàgic i de clima subtropical (14 °C-22 °C; 54°N-25°N, 111°E-141°E), el qual viu a Àsia: la Xina (incloent-hi els rius Iang-Tsé i Amur) i l'oest i el sud de la península de Corea. Ha estat introduït al Japó (des de la península de Corea l'any 1923), Txèquia i els Estats Units (Califòrnia, Florida i Maryland).

## Observacions
És una plaga potencial, pot romandre fora de l'aigua durant 3 o 4 dies a temperatures que van des dels 10 °C fins als 15 °C i forma part de l'alimentació humana.